# Franco Navarro
Franco Enrique Navarro Monteyro (Lima, 10 novembre 1961) è un dirigente sportivo, allenatore di calcio ed ex calciatore peruviano, di ruolo attaccante, attuale direttore sportivo dell'Alianza Lima.

## Carriera

### Club
Debuttò con il Deportivo Municipal contro lo Sport Boys nel 1979 all'Estadio San Martín de Porres, segnando due reti che contribuirono alla vittoria per 3-2 della sua squadra. Nel 1981 giocò la sua ultima stagione nel Municipal classificandosi al secondo posto in campionato e qualificandosi pertanto alla Copa Libertadores; in seguito si trasferì in Colombia, dove giocò due anni nell'Independiente Medellín.
Espatriò successivamente in Argentina, dove giocò per l'Independiente, ed in Messico, con l'UAG Tecos, prima di cambiare continente approdando in Svizzera nel 1989 con la maglia del Wettingen. Dopo un'altra parentesi argentina con l'Unión, tornò in Perù, dove si ritirò nel 1995 con la maglia dell'Alianza Lima dopo un breve periodo al Carlos A. Mannucci di Trujillo.

### Nazionale
Ha vestito la maglia della Nazionale di calcio peruviana dal 1980 al 1989, prendendo parte al campionato del mondo 1982 e a tre edizioni della Copa América (Copa América 1983, Argentina 1987, Brasile 1989). Conta in totale 56 presenze con 16 reti segnate nel corso della sua carriera internazionale.

### Allenatore
Debuttò in panchina nel 1998 con lo Sporting Cristal, che portò subito alla vittoria del Clausura 1998; nel 2001 fu alla guida dell'Estudiantes de Medicina di Ica, perdendo la finale del campionato giocata ad Arequipa contro il Cienciano. Tale risultato fece sì che nel 2002 venisse chiamato ad allenare l'Alianza Lima, con la quale però mancò il titolo nazionale. Successivamente allenò Sport Boys, Club Unión Huaral, Cienciano e Universidad César Vallejo, con la quale retrocesse in seconda divisione al termine del Campeonato Descentralizado 2005.
Nel marzo 2006 fu nominato commissario tecnico del Perù in sostituzione di Freddy Ternero, ma il suo periodo alla guida della Nazionale andina fu piuttosto breve. Nella stagione 2008-2009 allenò lo Juan Aurich di Chiclayo, terminando l'incarico nell'ottobre del 2009 e prendendo dunque le redini del Club Social Deportivo León de Huánuco, neopromosso in prima divisione nel 2010.

## Palmarès

### Allenatore

#### Competizioni nazionali
- Campionato peruviano: 1

Sporting Cristal: Clausura 1998